# 유수프 코네
유수프 코네(프랑스어: Youssouf Koné, 1995년 7월 5일 ~ )는 말리의 축구 선수로, 현재 알제리 클럽 JS 카빌리와 말리 축구 국가대표팀에서 레프트백으로 활약하고 있다.

## 구단 경력
코네는 릴을 졸업한 유소년팀이다. 그는 2014년 3월 2일, 3-2로 이긴 아작시오와의 원정 경기에서 리그 1 데뷔 전을 치렀다. 그의 두 번째 경기는 2014년 4월 12일, 발랑시엔와의 리그 경기였다.
코네는 마르셀로 비엘사 감독에 의해 임대된 후 리그 2의 랭스에서 2017-18년 시즌 전반기를 임대로 보냈다. 그가 십자인대 부상을 당하면서 풀시즌 임대 계약은 조기에 종료되었다.
포데 발로투레가 모나코로, 함자 멘딜이 샬케 04로 떠난 후, 코네는 크리스마스 이후 파리 생제르맹에 이어 골티에 주전 수비수로 자리매김했다.
2019년 7월 3일, 그는 리옹과 계약을 맺었고, 이적료는 900만 유로로 추정되었다. 이듬해 9월 29일, 그는 11번의 리그 경기 출전 만에, 1년간 라리가의 엘체로 임대되었다. 2021년 2월 1일, 엘체와 리옹은 출전 시간 부족으로 코네의 임대를 종료하기로 합의했다. 같은 날, 코네는 튀르키예의 하타이스포르로 임대되었다.
2022년 8월 30일, 리옹은 2022-23년 시즌 코네의 아작시오 임대를 발표했다.
2023년 8월 28일, 코네는 리옹과의 계약을 해지하고 몰렌베이크와 1년 계약을 맺었다.
2024년 9월 9일, 코네는 알제리 클럽 JS 카빌리와 1년 계약을 체결했다.

## 국가대표팀 경력
코네는 2015년 9월 6일에 열린 베냉과의 2017년 아프리카 네이션스컵 예선 경기에서 말리 축구 국가대표팀 선수로 데뷔했다.
그 후 2017년과 2019년 아프리카 네이션스컵에 두 차례 출전했다.